# Janez Plestenjak (slikar)
Janez Plestenjak, slovenski slikar, * 5. april 1939, Škofja Loka.
Po končani gimnaziji je absolviral na Veterinarski fakulteti, kasneje pa je absolviral še iz slikarstva na Akademiji za likovno umetnost pri prof. dr. Tomažu Brejcu. Ima status svobodnega umetnika. Slika predvsem živali, zato sebe imenuje slikar-animalist. S svojimi deli je opremil več knjig, ki so povezani z živalmi. 
Od leta 1962 je sodnik mednarodne kinološke zveze (FCI) za FCI I., II., pudlje, airedalce, dalmatince.